# Park Soo-yun
Park Soo-yun (kor. 박수연; * 27. November 1974) ist eine ehemalige Badmintonspielerin aus Südkorea.

## Sportliche Karriere
Park Soo-yun, Spezialistin für die Doppeldisziplinen, nahm an den Olympischen Sommerspielen 1996 teil und erreichte dort Platz neun im Damendoppel mit Chung Jae-hee. Als Turniergewinne kann sie 1991 die Hungarian International und 1997 die Chinese Taipei Open verbuchen.

## Sportliche Erfolge
| Saison | Veranstaltung           | Disziplin   | Platz | Name                          |
| ------ | ----------------------- | ----------- | ----- | ----------------------------- |
| 1991   | Hungarian International | Mixed       | 1     | Kim Young-gil / Park Soo-yun  |
| 1991   | Hungarian International | Damendoppel | 1     | Park Soo-yun / Kim Shin-young |
| 1997   | Chinese Taipei Open     | Damendoppel | 1     | Park Soo-hyun / Yim Kyung-jin |
| 1997   | Chinese Taipei Open     | Mixed       | 2     | Lee Dong-soo / Park Soo-yun   |
| 1997   | Japan Open              | Mixed       | 5     | Lee Dong-soo / Park Soo-yun   |